# Saverio Capolupo
Saverio Capolupo (Capriglia Irpina, 24 maggio 1951) è un generale italiano, comandante generale della Guardia di Finanza dal 2012 al 2016. Attualmente è un membro del Consiglio di Stato.

## Biografia
Ha frequentato l'Accademia della Guardia di Finanza a Roma, si è laureato in Giurisprudenza presso la Università degli Studi di Roma "La Sapienza" con il massimo dei voti ed ha conseguito anche le lauree in Scienze della sicurezza economico-finanziaria e Scienze politiche.
È abilitato all'esercizio della professione di dottore commercialista ed esperto contabile ed è Revisore contabile.
Giornalista pubblicista dal 2007, è autore di numerosi articoli in materia tributaria e collabora, dal 1978, con le più importanti riviste fiscali (il Fisco, Corriere Tributario, Fiscalitax, Enti non profit, Rivista Diritto Penale, Rivista della Guardia di Finanza, Consulenza).

### Carriera militare
Sottotenente dal 1973 e tenente dal 1975, è stato Comandante di Plotone Allievi presso il Comando della Scuola Sottufficiali Lido di Ostia. Da Capitano (dal 1980) ha prestato servizio presso il Comando Generale, quale Ufficiale Addetto al IV Reparto.
Maggiore dal 1987 ha comandato il V Gruppo di Sezioni del Nucleo regionale polizia tributaria di Napoli ed è stato capo della 3ª Sezione dell'Ufficio operazioni presso il Comando generale. Tenente colonnello dal 1991, ha comandato il I Gruppo Roma della 9ª Legione ed ha prestato servizio presso il Comando Generale quale Capo Segreteria Particolare del Comandante in Seconda. Colonnello dal 1996 è stato Capo del III Reparto operazioni del Comando generale e comandante del Nucleo regionale polizia tributaria di Milano.
Generale di brigata dal 2002, ha comandato il Comando regionale Toscana di Firenze e ha frequentato (2005) il corso Istituto alti studi per la difesa. Generale di divisione dal 2006 è stato direttore coadiutore IASD, ha comandato il Comando tutela economia di Roma e la Scuola di polizia tributaria.
Generale di corpo d'armata dal 2010 comanda la Scuola di polizia tributaria e poi il Comando interregionale dell'Italia Sud-Occidentale con sede a Palermo.
Dal 23 giugno 2012 al 29 aprile 2016 è stato comandante generale della Guardia di Finanza.

### Dopo il congedo militare
Il 9 novembre 2016 il Consiglio dei ministri lo nomina consigliere di Stato.
Il 16 febbraio 2019 Papa Francesco lo nomina Consulente delle strutture previste dall’Ordinamento Giudiziario nello Stato della Città del Vaticano in materia economica, tributaria e fiscale.